# ثيا مورك
ثيا مورك (بالنرويجية: Thea Mørk‏) مواليد 5 أبريل 1991 في أوسلو، هي لاعبة كرة يد نرويجية تلعب كجناح أيسر. مثلت منتخب النرويج لكرة اليد للسيدات.

## الإنجازات
- بطولة النرويج :
  - الفوز: 2010/2011، 2011/2012، 2012/2013، 2013/2014، 2014/2015، 2015/2016
- كأس النرويج :
  - الفوز: 2010، 2011، 2012، 2013، 2014، 2015

## روابط خارجية
- ثيا مورك على موقع الاتحاد الأوروبي لكرة اليد (الإنجليزية)
- ثيا مورك على موقع الاتحاد النرويجي لكرة اليد (النرويجية)